# Brombachsee (Schiff)
Die Brombachsee ist ein Drei-Rumpf-Schiff (Trimaran) auf dem Großen Brombachsee, dem Hauptsee des Fränkischen Seenlandes in Mittelfranken (Bayern). Ihren Betrieb aufgenommen hat sie am 27. April 2001.

## Geschichte
Am 13. November 2000 wurden die Rümpfe des Schiffes per Tieflader am Brombachsee angeliefert. Der Start des Schiffsaufbaues begann am 23. November 2000 mit einer Feier. Am 25. April wurde das Schiff zu Wasser gelassen und nahm am 27. April seinen Betrieb auf. Die feierliche Taufe erfolgte am 9. Mai 2001 im Beisein von Staatsminister Günther Beckstein.

## Details
Von der Architektur und Konstruktion her ist die Brombachsee in Europa bislang einmalig. Laut der Betreibergesellschaft Erlebnisschifffahrt Brombachsee ist es nicht nur der größte, sondern auch der erste Fahrgast-Trimaran auf einem Binnengewässer. Auf drei Decks können rund 750 Personen befördert werden, davon 400 auf Innenraum-Sitzplätzen. Seit 2009 ist der Trimaran mit einem 13,2 Meter hohen, gläsernen Panoramaaufzug am Heck ausgestattet. Damit sind alle drei Decks barrierefrei erreichbar.
Eine Rundfahrt auf dem Großen Brombachsee dauert etwa 1,5 Stunden. Der Trimaran macht Halt an den Stationen Ramsberg, Absberg, Enderndorf, Allmannsdorf und Pleinfeld.

## Bildergalerie

Brombachsee auf dem Großen Brombachsee, Seitenansicht
Bug
Rumpf
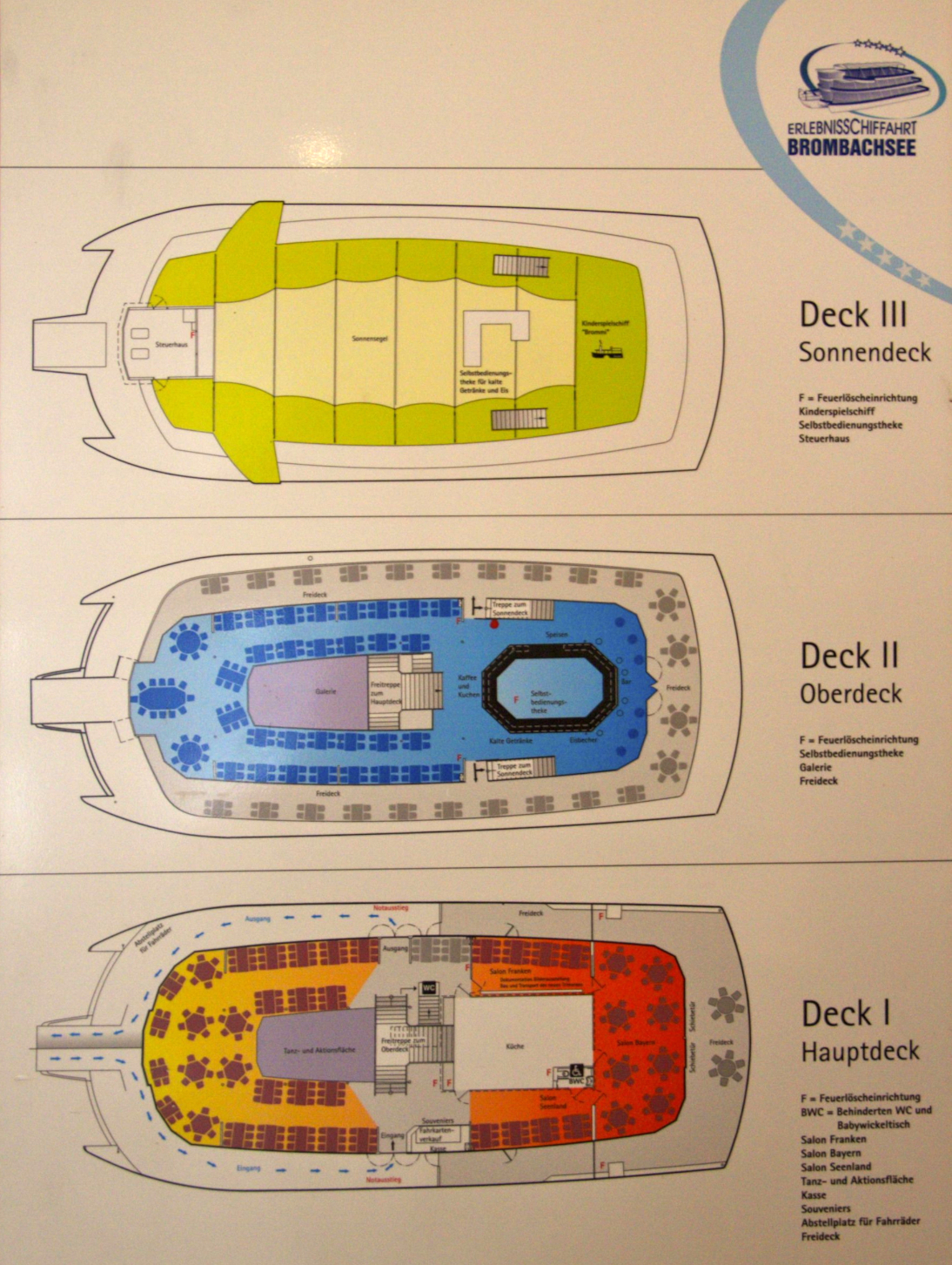
Decksplan MS Brombachsee vor Umbau